# Tigerbadis
Tigerbadis (Badis kyar) är en fiskart som beskrevs av Kullander och Ralf Britz 2002. Tigerbadis ingår i släktet Badis och familjen Badidae. Inga underarter finns listade i Catalogue of Life.